# Island Walk
Island Walk es un lugar designado por el censo ubicado en el condado de Collier en el estado estadounidense de Florida. En el Censo de 2010 tenía una población de 3.035 habitantes y una densidad poblacional de 1.143,24 personas por km².

## Geografía
Island Walk se encuentra ubicado en las coordenadas 26°15′4″N 81°42′40″O / 26.25111, -81.71111. Según la Oficina del Censo de los Estados Unidos, Island Walk tiene una superficie total de 2.65 km², de la cual 2.65 km² corresponden a tierra firme y (0%) 0 km² es agua.

## Demografía
Según el censo de 2010, había 3.035 personas residiendo en Island Walk. La densidad de población era de 1.143,24 hab./km². De los 3.035 habitantes, Island Walk estaba compuesto por el 96.44% blancos, el 0.92% eran afroamericanos, el 0.3% eran amerindios, el 1.19% eran asiáticos, el 0% eran isleños del Pacífico, el 0.56% eran de otras razas y el 0.59% pertenecían a dos o más razas. Del total de la población el 4.55% eran hispanos o latinos de cualquier raza.